# Bakom kulisserna (album av Organism 12)
Bakom Kulisserna är ett musikalbum från 2001 av Organism 12.
Det var Organism 12s (numera Organismen) debutalbum på skivbolaget Streetzone Records.
Ungefär hälften av låtarna är producerade av DJ Large och hälften av Masse.

## Låtlista
1. Bracka
2. Smuts & C:o feat. Chords
3. Blah Blah Blah
4. Vad Glor Du På?
5. Ärligt talat alltså
6. Ok Då
7. Maraton
8. Omaka Par feat. Peshi
9. Rapparnas Rappare
10. Organism
11. Karlakarl
12. Det Var Vi Hela Tiden feat. MBMA
13. Så Många Rader
14. Världsmästarna i Sverige feat. Chords